# Rio Benaize
Benaize é um rio localizado na França.